# Spyker (vliegtuigfabrikant)

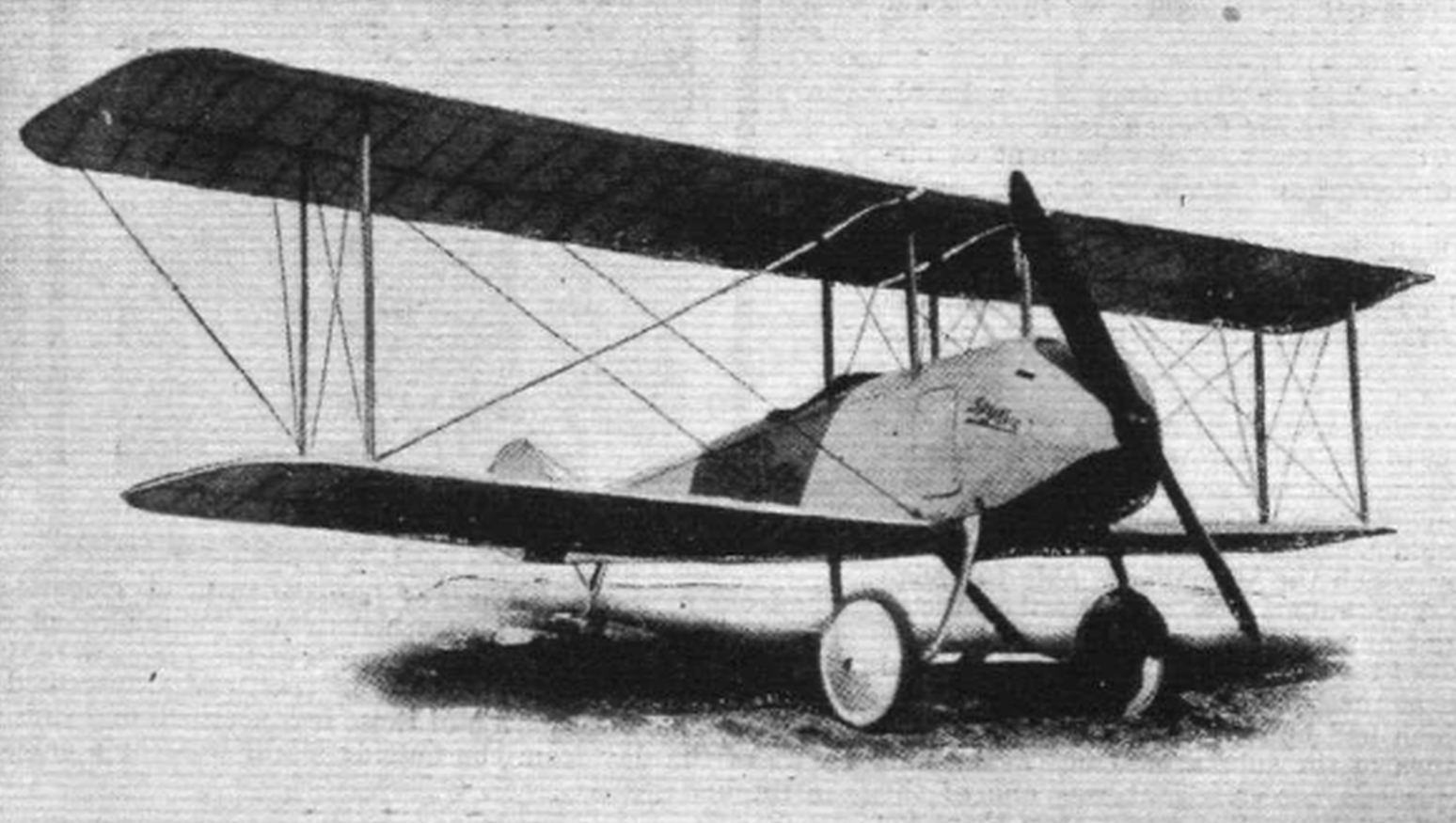
De Spyker V.1 - eerste type

Spyker was de naam waaronder vanaf 1915 door de Amsterdamse fabrikant Trompenburg na een fusie met de N.V. Nederlandse Vliegtuigenfabriek uit Soesterberg vliegtuigen bouwde. Trompenburg was reeds producent van auto's met dezelfde naam Spyker. Door de bouw van vliegtuigen werd het bedrijf de eerste volwaardige Nederlandse vliegtuigbouwer, die zowel vliegtuigen van eigen ontwerp als in licentie in serieproductie nam.
Na een moeilijke periode voor de autofabrikant Spyker werd het bedrijf opgekocht door Fentener van Vlissingen op verzoek van Henri Wijnmalen. Wijnmalen was een luchtvaartpionier en was directeur geweest van de Maatschappij voor Luchtvaart. Nadat deze vliegschool failliet ging, vertrok Wijnmalen naar het buitenland en verwierf de licentierechten van de Franse Farman vliegtuigen voor Nederland.
Eenmaal directeur van Spyker veranderde hij het logo in een spaakwiel met vliegtuigpropeller en voorzag de maatschappij van een nieuwe slogan Nulla tenaci invia est via ("Voor de volhouder is geen weg onbegaanbaar").
De eerste opdracht was de bouw van vijftien  HF-22's voor de LVA en één exemplaar voor de LA-KNIL. Nadat een Nieuport 11C.1 een noodlanding moest maken op Nederlands grondgebied, werd deze naar Spyker getransporteerd met het verzoek twintig kopieën te fabriceren met een Thulin 80 pk motor. De twaalf die er uiteindelijk werden gemaakt waren zo slecht van kwaliteit dat ze nooit gebruikt zijn. De LVA bestelde vervolgens zelf zes C.11's en vijf C.17's uit Frankrijk.
Op verzoek van het Ministerie van Oorlog begon Spyker in 1916 met de ontwikkeling van een eigen jachtvliegtuig, zodat Nederland minder afhankelijk zou worden van de buitenlandse vliegtuigindustrie. Het werd de Spyker V.1, die eind 1916 gereed kwam. Om dezelfde reden begon ook Van Berkel aan de bouw van watervliegtuigen.
Het jachtvliegtuig V.1 was een ontwerp van de Fransman Vannehard. Het vliegtuig bleek niet te voldoen aan de eisen, Het vertoonde nogal wat gebreken en ook na een aantal ingrijpende wijzigingen had de eerste Spyker weinig succes: de motor bleek te zwak. Het bleef bij één exemplaar.
De LVA en de in 1917 opgerichte Marineluchtvaartdienst hadden inmiddels belangstelling voor lesvliegtuigen. Trompenburg ontwikkelde een lesvliegtuig, de Spyker V.2, en had daarmee meer succes. In maart 1917 vond de eerste vlucht plaats en aan het einde van dat jaar kwam de productie op gang. Er werden 56 exemplaren voor de LVA gebouwd.
Met de komst van een nieuwe motor, een Clerget, werd er ook weer een poging gewaagd om een jager samen te stellen. Dit resulteerde in de Spyker V.3. Er werden bestellingen geplaatst door de LVA en de MLD. De Eerste Wereldoorlog liep echter op zijn eind en Anthony Fokker smokkelde een aantal van zijn superieure vliegtuigen Duitsland uit. Dit resulteerde in een annulering van de orders voor de V.3.
Eind 1919 stopt Spyker met de vliegtuigbouw. Henri Wijnmalen blijft nog tot 1922 aan als directeur om daarna te vertrekken naar Groot-Brittannië. Spyker gaat uiteindelijk in 1926 definitief failliet.

## Vliegtuigtypen

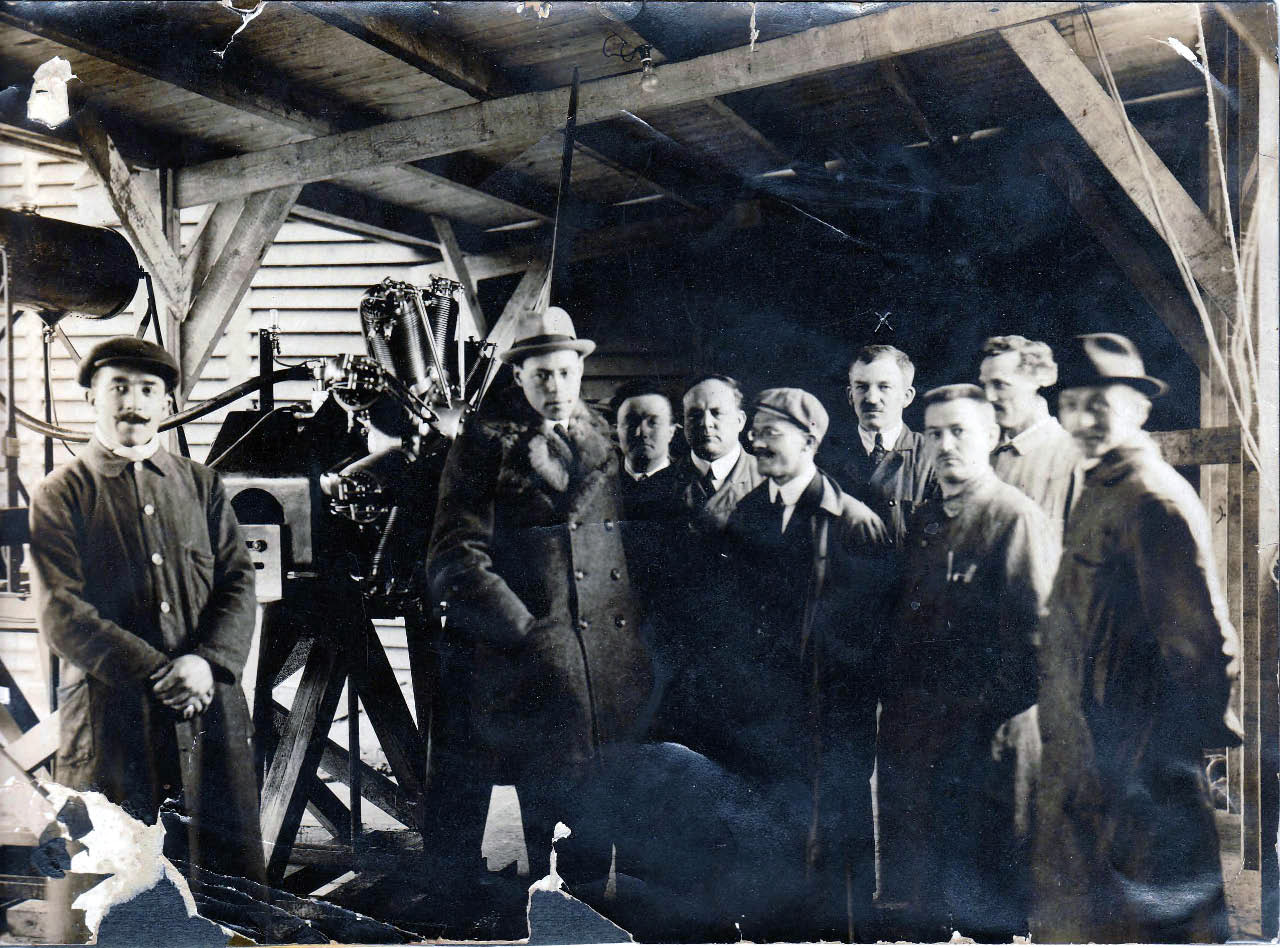
Trompenburg personeel betrokken bij de bouw van waarschijnlijk de Spyker V.3

- V.1 Jager, dubbeldekker, eenpersoons, Thulin 80 pk motor met propeller. 1 exemplaar gebouwd.
- V.2 Lesvliegtuigtuig, dubbeldekker, tweepersoons, Thulin 80 pk motor, 56 exemplaren.
- V.3 Jager, dubbeldekker, eenpersoons, Clerget 130 pk motor. Er zijn er 98 besteld, maar slechts 1 gebouwd.
- V.4 Verkenner, 118 exemplaren besteld. Nooit gebouwd.